# Criotettix napoensis
Criotettix napoensis är en insektsart som beskrevs av Zheng, Z. 2002. Criotettix napoensis ingår i släktet Criotettix och familjen torngräshoppor. Inga underarter finns listade i Catalogue of Life.